# پارک ملی کاتاوی
پارک ملی کاتاوی (انگلیسی: Katavi National Park) یک پارک ملی در تانزانیا است.
این پارک که در سال ۱۹۷۴ تأسیس شده دارای ۴۴۷۱ کیلومتر مربع مساحت می‌باشد، حیواناتی همچون گاومیش آفریقایی، گورخر، کل یالدار، زرافه، فیل بیشه آفریقایی، تمساح نیل، اسب آبی، یوزپلنگ، سگ وحشی آفریقایی، کفتار، پلنگ آفریقایی و شیر در پارک ملی کاتاوی زیست می‌کنند.

## نگارخانه

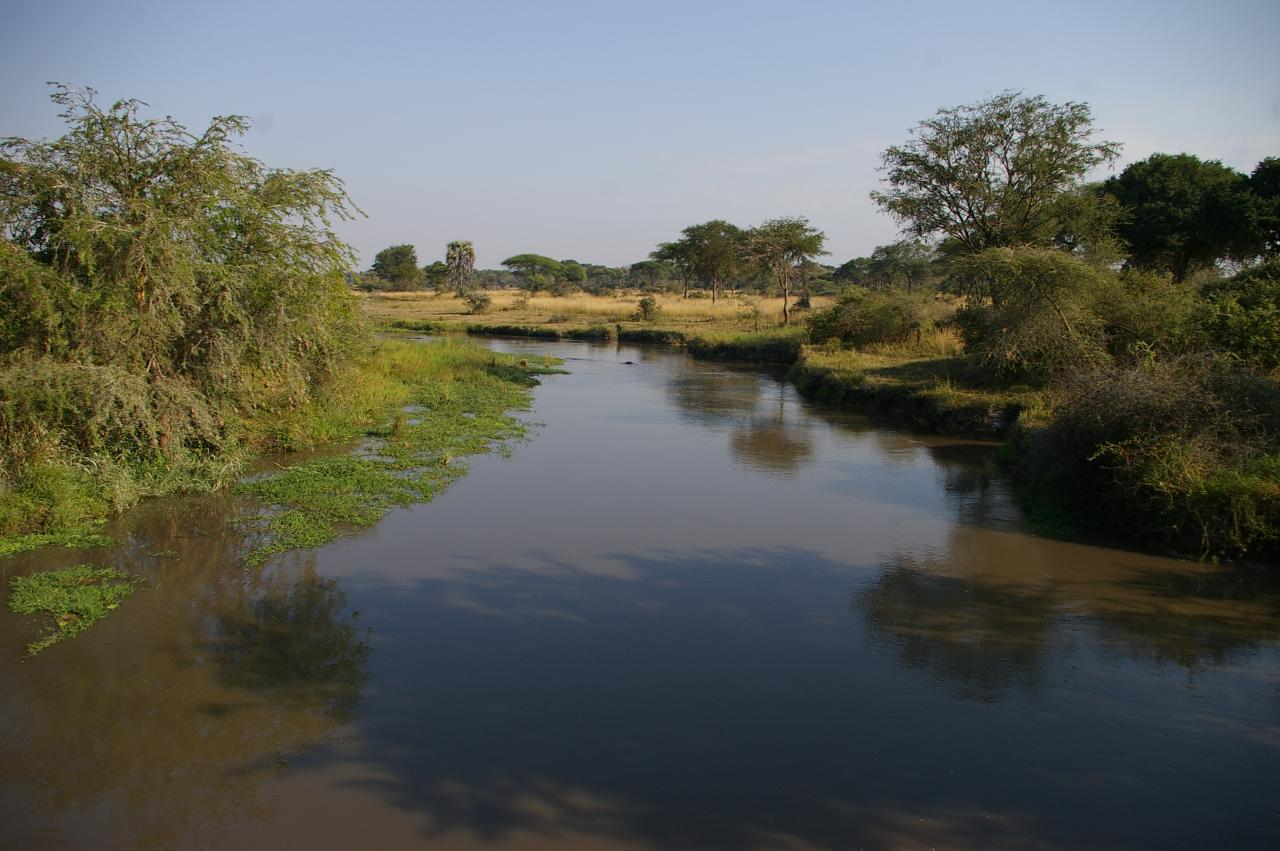
Katuma River
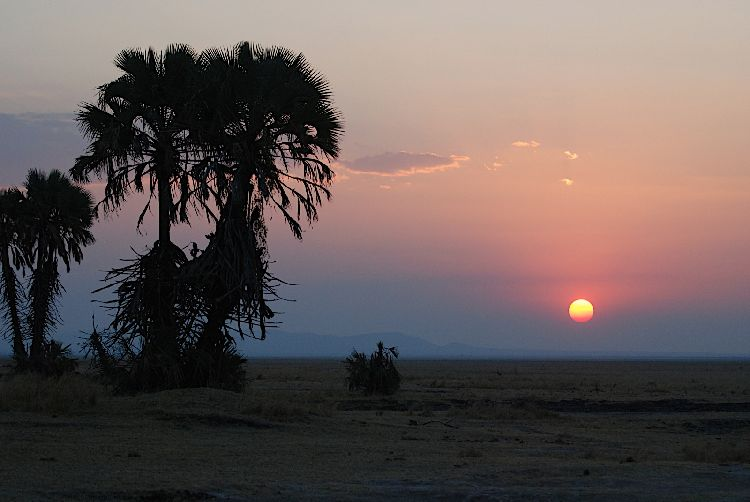
Sunset
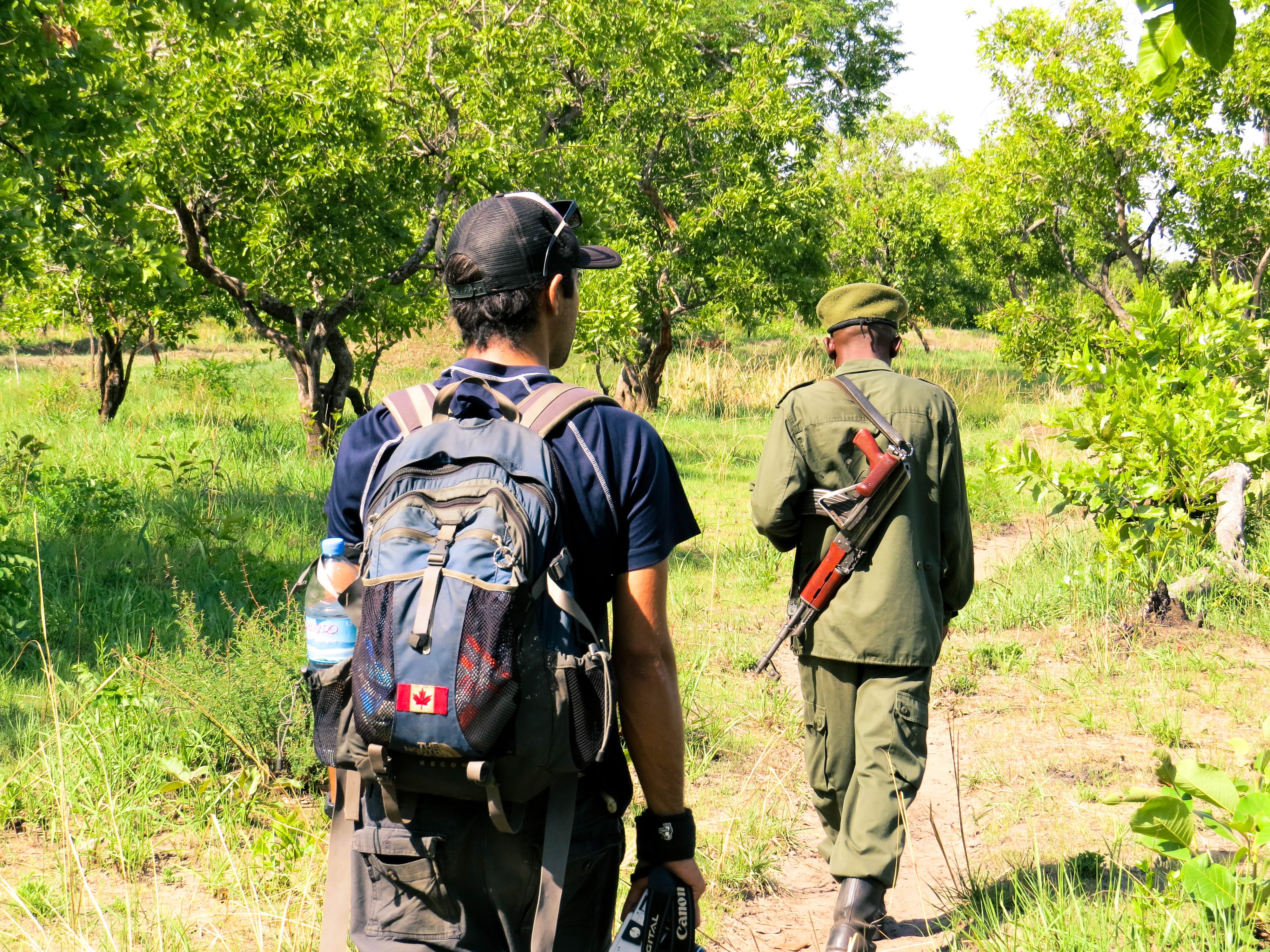
Walking safari escorted by an armed ranger
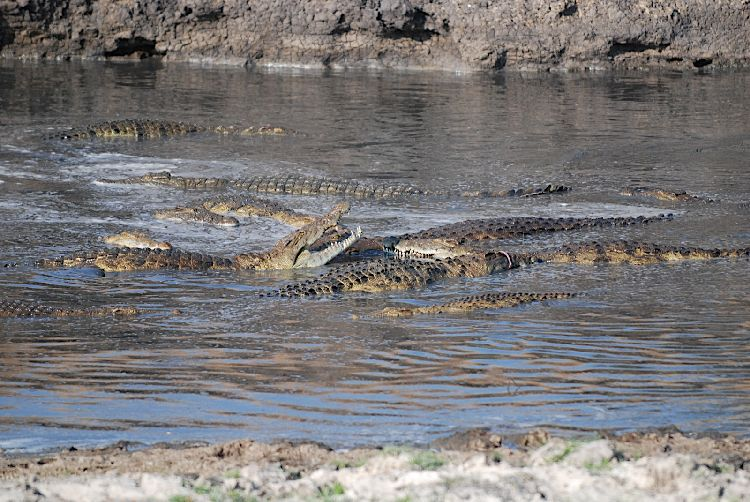
Crocodiles feasting
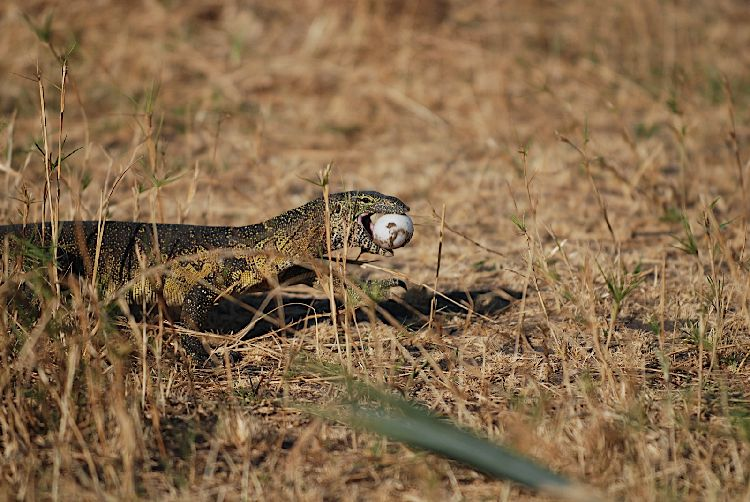
Monitor lizard eating crocodile egg
Spiritual Tree of Katabi